# Katastrofa lotu Northwest Orient Airlines 2501
Katastrofa lotu Northwest Orient Airlines 2501 – katastrofa lotnicza, która wydarzyła się 23 czerwca 1950 roku. Samolot Douglas DC-4 (N95425) należący do Northwest Orient Airlines, lecący z Nowego Jorku do Minneapolis, wpadł do Jeziora Michigan. Zginęło 58 osób (55 pasażerów oraz 3 członków załogi).
Lot 2501 do Minneapolis rozpoczął się o godz. 19:31. O godz. 21:49 samolot był nad Cleveland i utrzymywał 4000 stóp. O godz. 22:29 miał się zniżyć na 3500 stóp. Kiedy znalazł się  nad Jeziorem Michigan, wpadł w turbulencje. Nagle samolot zniknął z radaru o godz. 23:25. Nikt nie przeżył.
Nie udało się odnaleźć wraku samolotu i ustalić bezpośrednich przyczyn katastrofy.